# Tornado
Tornado — вебсервер та фреймворк, написаний на Python, який легко розширюється та не блокується під час запитів. Його створили для використання у проєкті FriendFeed. Цю компанію придбав Facebook у 2009 році, після чого було відкрито вихідні коди Tornado.

## Продуктивність
Tornado створювали для забезпечення високої швидкодії. Наступна таблиця порівнює роботу Tornado та інших серверів із фреймворками:
| Сервер   | Конфігурація            | Запитів у секунду |
| -------- | ----------------------- | ----------------- |
| Tornado  | nginx, 4 фронтенда      | 8213              |
| Tornado  | 1 однопоточний фронтенд | 3353              |
| Django   | Apache/mod_wsgi         | 2223              |
| web.py   | Apache/mod_wsgi         | 2066              |
| CherryPy | stand-alone             | 785               |